# Hermes (fresc)
Hermes és un fresc provinent de la Vil·la de Sant Marc, trobat durant les excavacions arqueològiques de l'antiga ciutat d'Estàbia (l'actual Castellammare di Stabia) i conservat a l'Antiquarium stabiano.

## Història i descripció
El fresc va ser pintat a la primera meitat del segle i, durant l'època flàvia, i estava situat a la zona central de l'últim compartiment del sostre del segon peristil de la Vil·la de Sant Marc. Va ser trobat en forma de fragments l'any 1952 durant les excavacions arqueològiques realitzades per Libero d'Orsi. Després de ser recompost, va ser traslladat per ser conservat a l'Antiquarium stabiano.
El fresc es presenta com una composició piramidal, desproveïda de qualsevol escenografia ambiental. Al centre, la figura principal, la d'Hermes, assegut en un seient, està representada amb les característiques d'un psicopomp, amb un caduceu en una mà i una enòcoa en l'altra, que descansa sobre el genoll. El protagonista també apareix vestit amb una capa, moguda pel vent. Als seus costats, però més avall, hi ha dues figures femenines, recolzades al seient, amb els cabells arrebossats, les capes mogudes pel vent i la mirada, així com la del déu, mirant cap a la dreta. La dona de l'esquerra sosté un lira.